# تيم بيفان (منتج أفلام)
تيم بيفان (بالإنجليزية: Tim Bevan)‏ هو منتج أفلام نيوزيلندي، ولد في 20 ديسمبر 1958 في كوينزتاون في نيوزيلندا.

## وصلات خارجية
- تيم بيفان على موقع IMDb (الإنجليزية)
- تيم بيفان على موقع ألو سيني (الفرنسية)
- تيم بيفان على موقع تيرنر كلاسيك موفيز (الإنجليزية)
- تيم بيفان على موقع أول موفي (الإنجليزية)
- تيم بيفان على موقع بوكس أوفيس موجو (الإنجليزية)
- تيم بيفان على موقع قاعدة بيانات الأفلام السويدية (السويدية)
- تيم بيفان على موقع قاعدة بيانات الفيلم (الإنجليزية)
- تيم بيفان على موقع كينوبويسك (الروسية)